# شیطان وحشی
شیطان وحشی (به انگلیسی: Deuces Wild) فیلمی محصول سال ۲۰۰۲ و به کارگردانی اسکات کالورت است. در این فیلم بازیگرانی همچون استیون درف، برد رنفرو، فیروزه بالک، وینسنت پاستوره، فرانکی میونیز، بالتازار گتی، مت دیلون، نورمن ریدس، مکس پرلیچ، دریا د ماتیو، لوئیس لومباردی، جیمز فرانکو، دبی هری، جاشوآ لنرد، جانی ناکسویل و جکی تون ایفای نقش کرده‌اند.